# Ida Ougoummad
Ida Ougoummad (àrab إدا وڭماض) és una comuna rural de la província de Taroudant de la regió de Souss-Massa. Segons el cens de 2014 tenia una població total de 7.880 persones.